# Table des caractères Unicode (F0000-FFFFF)
Unicode est une norme informatique développée par le Consortium Unicode qui vise à donner à tout caractère de n'importe quel système d’écriture de langue un identifiant numérique unique, et ce de manière unifiée, quelle que soit la plate-forme informatique ou le logiciel.
Unicode et la norme ISO/CEI 10646 attribuent à chaque caractère un nom officiel au sein d’un répertoire commun unifié entre toutes les langues et tous les usages. Dès que le répertoire commun est approuvé, les caractères sont groupés en blocs en fonction de leur usage et des écritures supportées, et reçoivent une identification numérique unique appelée point de code, identifiée généralement sous la forme  "U+...." (où "...." correspond à un nombre hexadécimal de 4 à 6 chiffres, entre U+0000 et U+10FFFF).

## Plan supplémentaire à usage privé - A
Les tables suivantes listent tous les blocs de points de code alloués dans ce plan dans les normes ISO/CEI 10646 et Unicode.
| Légende des conventions de couleurs et de style |
| --- |
| Les blocs affichés sur fond clair sont alloués et contiennent des caractères affichables et normalisés. Certains de ces blocs peuvent également contenir des signes diacritiques. |
| Les blocs affichés sur fond bleu sont alloués et contiennent des signes diacritiques normalisés qui se combinent avec d’autres caractères de base après lesquels ils sont codés dans les textes. |
| Les blocs affichés sur fond jaune pâle sont alloués et contiennent des caractères affichables et normalisés pour des écritures de droite à gauche (ils nécessitent la prise en charge des écritures bidirectionnelles pour un rendu correct ; certains de ces caractères, mais pas tous, peuvent nécessiter une présentation en miroir selon le contexte directionnel). Certains de ces blocs peuvent également contenir des signes diacritiques. |
| Les blocs affichés sur fond vert sont alloués définitivement et attribués à des caractères à usage privé et libre, mais non interopérables. |
| Les blocs affichés sur fond rouge sont alloués définitivement mais les points de codes ne sont pas attribués à des caractères affichables (ce sont des caractères spéciaux ou de contrôle). |
| Les blocs affichés sur fond gris foncé ne sont pas encore attribués officiellement (dans la version actuelle Unicode 16.0). Parmi ceux-ci : - les blocs nommés « (en caractères droits entre parenthèses) » sont acceptés par les groupes de travail de normalisation Unicode et/ou ISO et en cours de validation finale pour une normalisation prochaine, cependant la liste exacte et l’ordre des caractères qui seront retenus n’est pas encore définitive, des unifications, distinctions ou ajouts étant encore possibles ; - les blocs nommés « (en italique entre parenthèses) » ont seulement fait l’objet d’une proposition formelle et sont en cours de validation par les groupes de travail de normalisation Unicode et/ou ISO, pour une normalisation ultérieure, la liste précise et l’ordre des caractères n’est qu’indicative ; - les blocs nommés « ¿en italique entre points d’interrogation? » sont en projet et peuvent être encore déplacés, leur taille étant seulement estimée s’ils sont finalement retenus. |
| Les blocs affichés sur fond noir sont pour des points de codes réservés de façon permanente à des « non-caractères ». - Ils peuvent servir uniquement pour des représentations ou encodages nécessaires à des opérations ou transformations internes, propres à certains processus ou protocoles (qui les utilise avec des règles spécifiques). De tels points de codes sont interdits pour représenter un quelconque caractère dans des textes valides encodés dans une forme UTF normalisée par Unicode ou compatible. En dehors de cet usage interne pour de tels processus ou protocoles, ils ne sont pas interopérables et pas transformables librement entre toutes les formes de codage UTF normalisées. - Noter qu'il existe également deux points de code réservés de façon permanente à des « non-caractères » à la fin de chacun des 17 plans dans un petit sous-bloc « spécial » affiché sur fond rouge dans les tableaux ci-dessous.                                                                                    |
| - Afin de limiter la taille des pages sur Wikipédia, chaque plan Unicode est subdivisé ici en 16 plages arbitraires de 4 096 points de code chacun, décrits dans des sous-pages plus complètes accessibles par la palette de navigation en haut des pages, ou bien via les liens dans la première colonne des tables ci-dessous. - Lorsqu’un bloc officiel d’Unicode s’étend sur plusieurs plages, les liens nommant les blocs dans les tables ci-dessous pointent seulement vers la première partie du bloc, et les autres parties sont liées entre elles et listées chacune dans les sous-pages des plages de 4 096 points de code. |

### Plan supplémentaire à usage privé - A
|                                            | +00                              | +10                              | +20                              | +30                              | +40                              | +50                              | +60                              | +70                              | +80                              | +90                              | +A0                              | +B0                              | +C0                              | +D0                              | +E0                              | +F0                              |
| ------------------------------------------ | -------------------------------- | -------------------------------- | -------------------------------- | -------------------------------- | -------------------------------- | -------------------------------- | -------------------------------- | -------------------------------- | -------------------------------- | -------------------------------- | -------------------------------- | -------------------------------- | -------------------------------- | -------------------------------- | -------------------------------- | -------------------------------- |
| U+F0000 ... U+FEF00 \| U+FF000 ... U+FFE00 | Zone à usage privé - extension A | Zone à usage privé - extension A | Zone à usage privé - extension A | Zone à usage privé - extension A | Zone à usage privé - extension A | Zone à usage privé - extension A | Zone à usage privé - extension A | Zone à usage privé - extension A | Zone à usage privé - extension A | Zone à usage privé - extension A | Zone à usage privé - extension A | Zone à usage privé - extension A | Zone à usage privé - extension A | Zone à usage privé - extension A | Zone à usage privé - extension A | Zone à usage privé - extension A |
| U+FFF00                                    | Zone à usage privé - extension A | Zone à usage privé - extension A | Zone à usage privé - extension A | Zone à usage privé - extension A | Zone à usage privé - extension A | Zone à usage privé - extension A | Zone à usage privé - extension A | Zone à usage privé - extension A | Zone à usage privé - extension A | Zone à usage privé - extension A | Zone à usage privé - extension A | Zone à usage privé - extension A | Zone à usage privé - extension A | Zone à usage privé - extension A | Zone à usage privé - extension A | Sp.                              |